# The Egg and I
The Egg and I (bra: O Ovo e Eu) é um filme estadunidense de 1947, do gênero comédia romântica, dirigido por Chester Erskine, e estrelado por Claudette Colbert e Fred MacMurray. O roteiro de Chester Erskine e Fred F. Finklehoffe foi baseado no romance homônimo de 1947, de Betty MacDonald.
A trama retrata a história de um veterano de guerra que surpreende sua esposa ao largar seu emprego na cidade para se mudar para uma fazenda em ruínas no interior. Este foi o sexto dos sete filmes que Colbert e MacMurray co-estrelaram juntos.
O sucesso de bilheteria do filme influenciou a produção da série "Ma e Pa Kettle", também da Universal, que consiste em nove longas-metragens feitos entre 1949 e 1957, a maioria estrelados por Marjorie Main e Percy Kilbride juntos, e que renderam milhões ao estúdio.

## Sinopse
Bob MacDonald (Fred MacMurray), um veterano da Segunda Guerra Mundial recém-casado, informa sua esposa, Betty (Claudette Colbert), que comprou uma fazenda em ruínas no interior, onde pretende viver da produção de ovos. A nova compra obriga o casal a deixar a cidade de Nova Iorque. Sem nenhuma experiência, eles tentam sobreviver aos contratempos comuns na vida rural, como os caprichos da natureza, a rusticidade dos vizinhose e a ausência do conforto material. Para complicar, a paciência de Betty é severamente testada quando a glamorosa vizinha Harriet Putnam (Louise Allbritton) começa a demonstrar interesse por Bob.

## Elenco
- Claudette Colbert como Betty MacDonald
- Fred MacMurray como Bob MacDonald
- Marjorie Main como Ma Kettle
- Louise Allbritton como Harriet Putnam
- Percy Kilbride como Pa Kettle
- Billy House como Billy Reed
- Richard Long como Tom Kettle
- Ida Moore como Emily, a idosa
- Donald MacBride como Sr. Henty
- Samuel S. Hinds como Xerife
- Esther Dale como Birdie Hicks
- Elisabeth Risdon como Mãe de Betty
- John Berkes como Geoduck
- Victor Potel como Pé-de-cabra
- Fuzzy Knight como Taxista

## Produção
O filme foi baseado no romance homônimo de Betty MacDonald, um best-seller publicado em 1945. A história conta as agruras da autora e de Robert, seu marido à época, ao se mudarem da cidade para uma fazenda no interior. Entretanto, quando a obra e o filme foram lançados, eles já estavam divorciados desde 1931.
A história do filme também foi inspiração para a criação da série de televisão "Green Acres" (1965–71), que também narrava a vida de um casal da cidade grande que tentava a vida no campo.
"The Egg and I" foi o último grande sucesso de Claudette Colbert, apesar de sua carreira prolongar-se após o lançamento do filme.

## Recepção
Segundo o crítico e historiador de cinema Ken Wlaschin, este é um dos dez melhores filmes de Claudette Colbert e Fred MacMurray.

### Bilheteria
O filme foi um sucesso de bilheteria. De acordo com os registros da Universal Pictures, o filme arrecadou US$ 5.530.000 na América do Norte.

## Prêmios e indicações
| Ano  | Cerimônia | Categoria                | Indicado      | Resultado | Ref.          |
| ---- | --------- | ------------------------ | ------------- | --------- | ------------- |
| 1948 | Oscar     | Melhor atriz coadjuvante | Marjorie Main | Indicado  | [ 13 ] [ 14 ] |

## Adaptações para a rádio
- "The Egg and I" foi apresentado em This Is Hollywood em 4 de janeiro de 1947, com Colbert e MacMurray reprisando seus papéis. A adaptação foi incomum porque precedeu o lançamento oficial do filme.[15]
- "The Egg and I" foi apresentado no Hallmark Playhouse em 5 de janeiro de 1950, com Colbert novamente reprisando seu papel.[16]
- Em 5 de maio de 1947, o filme foi apresentado na transmissão de uma hora do Lux Radio Theatre, com e MacMurray reprisando seus papéis.[17]

## Mídia doméstica
Em 2009, a Universal Vault Session lançou o filme como parte da box set "The Claudette Colbert Collection", que incluiu "Three-Cornered Moon" (1933), "Maid of Salem" (1937), "I Met Him in Paris" (1937), "Bluebeard's Eighth Wife" (1938) e "No Time for Love" (1943).